# Ilattia leucopera
Ilattia leucopera là một loài bướm đêm trong họ Noctuidae.